# Svobódnoye (Krasnodar)
Svobódnoye (del ruso: Свободное) es un selo del raión de Briujovétskaya del krai de Krasnodar en el sur de Rusia. Está situado a orillas del río Beisuzhok Derecho, afluente del Beisug, 19 km al este de Briujovétskaya y 93 km al norte de Krasnodar, la capital del krai. Tenía 2 002 habitantes en 2010.
Es cabeza del municipio rural Svobódnenskoye.